# Axams

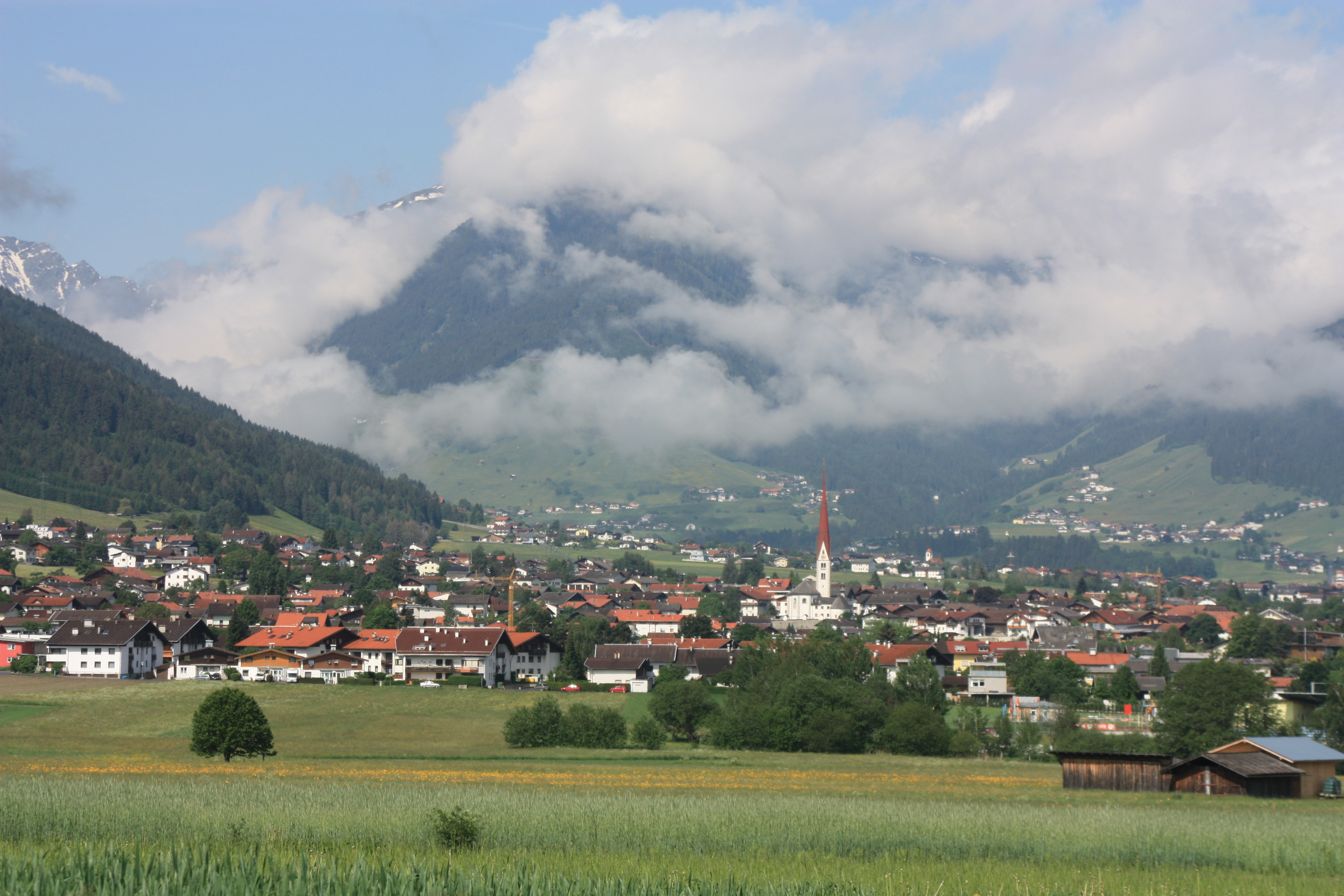
Axams von Osten mit Roßkogel im Hintergrund

Axams ist eine Gemeinde im Bezirk Innsbruck-Land in Tirol (Österreich) mit 6361 Einwohnern (Stand 1. Jänner 2025). Die Gemeinde liegt im Gerichtsbezirk Innsbruck.

## Geografie
Die Gemeinde befindet sich im westlichen Mittelgebirge ca. 10 km südwestlich von Innsbruck und rund 300 m oberhalb des Talbodens des Inntals. Südlich vom Hauptort liegen die Axamer Lizum und die Kalkkögel, die noch mit zum Gemeindegebiet gehören. Im Westen fließt der Sendersbach und im Osten der Ruifachbach an Axams vorbei. Durch Axams selber fließt der Axamer Bach.

### Gemeindegliederung
Das Gemeindegebiet umfasst vier Ortschaften (in Klammern Einwohnerzahl Stand 1. Jänner 2025):
- Axamer Lizum (15)
- Axams (5305)
- Kristen (562)
- Bachl (479)

Zur Ortschaft Axams gehören die Dörfer Kalkgruben, Knappenhof und Omes und die Rotten Wollbell und Zifres.
Die Gemeinde besteht aus der Katastralgemeinde Axams.

## Geschichte
Bereits Mitte des 10. Jahrhunderts findet sich die erste urkundliche Erwähnung des Ortes. Gegen 1330 werden die Michaelskapelle und die (heutige) Widumskapelle errichtet. Von 1359 an bis 1803 untersteht die Axamer Pfarrei der Brixener Dompropstei. 1462 erteilt das Kloster Frauenchiemsee eine neue Dorfordnung. Zwischen 1491 und 1498 entsteht die Pfarrkirche von Axams. Florian Waldauf erhält 1497 das Grundherrenrecht an Axams. In den kommenden Jahren besucht Maximilian I. öfters das Dorf, um in der Umgebung zu jagen. 1527 wird zum ersten Mal die Existenz einer Schule erwähnt. 1574 kommt die Axamer Lizum an den Reichenauer Hof.
Seit 1603 kommen in der Pfarrei Taufbücher zum Einsatz. 1626–1633 werden die Pfarrkirche und die Michaelskapelle renoviert, bald darauf, 1635, wird die Lindenkapelle gebaut. Im Jahre 1672 fällt die Axamer Lizum an die Grafen von Spaur. 1732–1734 wird durch den Pfarrer Anton Burglechner die Pfarrkirche nochmal neu errichtet. Um 1785 wird ein Schulhaus gebaut. 1806 wird das Gericht Axams aufgelöst und dem Landgericht Innsbruck zugeteilt. Die Pfarrkirche erhält 1844 neue Kirchenglocken; 1871–1879 wird sie erneut renoviert. Gegen 1872 entstehen ein Schulhaus und ein Altersheim. 1888 wird die Freiwillige Feuerwehr Axams gegründet.
Ab 1904/1905 beginnt die Elektrifizierung Axams. Im Zuge des Ersten Weltkriegs müssen die Kirchenglocken 1917 zur Gewinnung von Kriegsmetall ausgehändigt werden. Seit 1926 besteht ein geregelter Omnibusverkehr, ein Jahr darauf wird das Landeskinderheim eröffnet. Die Pfarrkirche erhält 1948 ein neues Glockengeläut und wird zwischen 1956 und 1958 abermals restauriert. Die Lizum wird 1962–1963 durch die Errichtung einer Straße mit Axams verbunden, 1964 finden dort auch fast alle alpinen Disziplinen der Olympischen Winterspiele statt, so auch bei den Winterspielen 1976. 1965 entsteht eine Hauptschule, jahrsdarauf eine neue Volksschule. 1980 wird Axams Sitz des gleichnamigen Dekanats. 1983 ereignete sich hier ein verheerender Murgang. Im Jahr 1998 bekommt die Lizum eine Beschneiungsanlage. 2007 wurde die Hauptschule renoviert und erweitert. In den Jahren 2009–2015 wurde ein Zusammenschluss der Axamer Lizum mit der Schlick 2000 heftig und kontrovers diskutiert, bis die Tiroler Landesregierung bekannt gab, dass das Projekt rechtlich nicht umsetzbar ist.

### Ortsname
Urkundlich erwähnt wurde Axams zum ersten Mal um 935–955 als Ouxumenes im Traditionsbuch des Hochstifts Brixen. Von dort an machte der Ortsname einige Veränderungen durch: 1077 erscheint die Bezeichnung Oxvn, um 1200 findet sich ein [Herbrandus de] Auxun, zwischen 1200 und 1218 [Berhtoldi plebani de] Oscumnes, gegen 1228 dann Auxumes und 1232 Oxuemes. Bald kristallisierte sich der heutige Name heraus: Bereits 1288 liest man Ouxams (im landesfürstlichen Gesamturbar von Graf Meinhard II., 1331 Auxums, 1390 Auxams, 1421 wieder Auxums, und 1500 bieten sich die Varianten Äxäms, Axam, Aexams.
Der Dorfname Axams ist keltischen Ursprungs *Uksisama >Ux[i]sama und bedeutet so viel wie „sehr hoch gelegener Ort“ oder eher „am Höchsten (Gottheit)“. Von uks „hoch“ und -(i)sama, Superlativendung. Gleiche Herkunft für mehrere Ortsnamen Westeuropas wie Exmes, Huismes, Humes, Oisème und Huines in Frankreich, Osma in Spanien, Osimo und Issime in Italien.
Axams erlebte in den letzten Jahrzehnten einen raschen Bevölkerungsanstieg. Die kurzen Pendelzeiten (20 Minuten) nach Innsbruck machen Axams als ländliche Wohngemeinde sehr attraktiv. Die Gemeinde Axams gilt unter Fachleuten als Mustergemeinde für Integration. Das Elisabethinum Axams ist Westösterreichs größtes Förderzentrum für Kinder mit Körper- und Mehrfachbehinderung.

### Bevölkerungsentwicklung
- Diagrammdaten:
- Definition |
- Rohdaten |
- Hilfe

## Kultur und Sehenswürdigkeiten

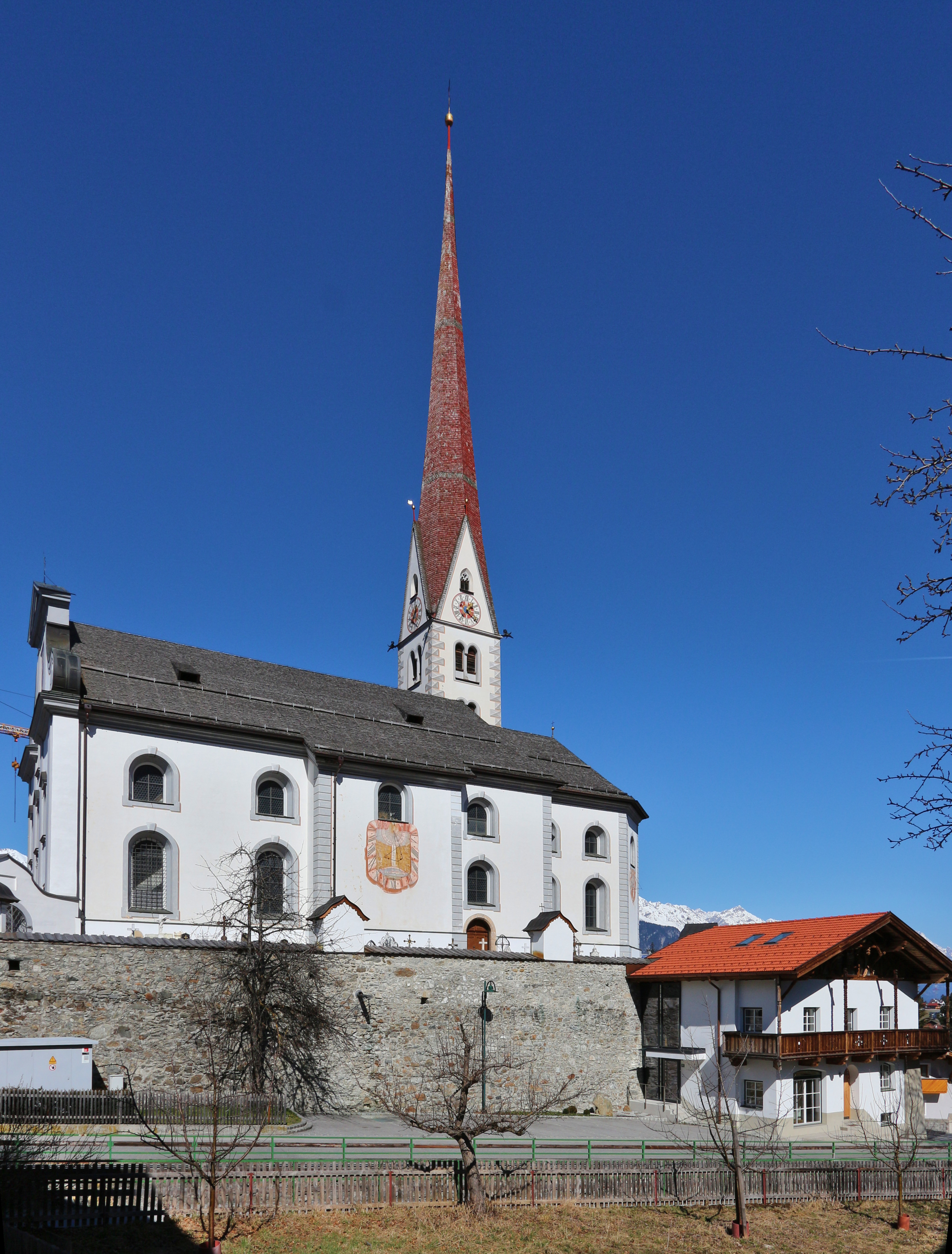
Katholische Pfarrkirche Axams

- Katholische Pfarrkirche Axams, nördlich verbunden die Kapelle hl. Michael, im Friedhof, welcher die Pfarrkirche umgibt, Totenkapelle und Kreuzstationen an der Friedhofsmauer
- Baderbühelkapelle
- Lindenkapelle, auch Friedhofskapelle hl. Sebastian genannt, und 1637 geweiht
- Kapelle hl. Johannes der Täufer in der Lizum
- Kapelle im Weiler Omes
- Kapelle in Wollbell[8]

### Vereinswesen
In Axams sind über 60 Vereine registriert. Dem Vereinswesen wird im Dorf eine große Bedeutung zugeschrieben. Die Gründung mancher Vereine geht auf das 19. Jahrhundert zurück (Musikkapelle vor 1810, Feuerwehr 1888, Kameradschaftsbund 1897); viele folgten am Beginn des 20. Jahrhunderts (Krippenverein 1911, Obst- und Gartenbauverein 1911).

### Volkstheater
Theateraufführungen in Axams gehen in das 16. Jahrhundert zurück. Bekannt ist die Existenz einer „Spieltenne“ im Jahr 1613. Das „Spiel von den zwölf Söhnen Jakobs des Patriarchen“ („Josefnspiel“) wurde 1677/78 in Axams geschrieben. Seit 1683 wird dieses Stück im Zehnjahresrhythmus aufgeführt aus Dankbarkeit, dass Wien die Türkenbelagerung überstanden hat. Zuletzt fand die Aufführung im Jahr 2013 statt. Im Jahr 1925 wurde der Verein Volkstheater Axams gegründet sowie mit dem Bau des bis heute existierenden Theatersaals begonnen, welcher 1928 eröffnet wurde.

### Sport

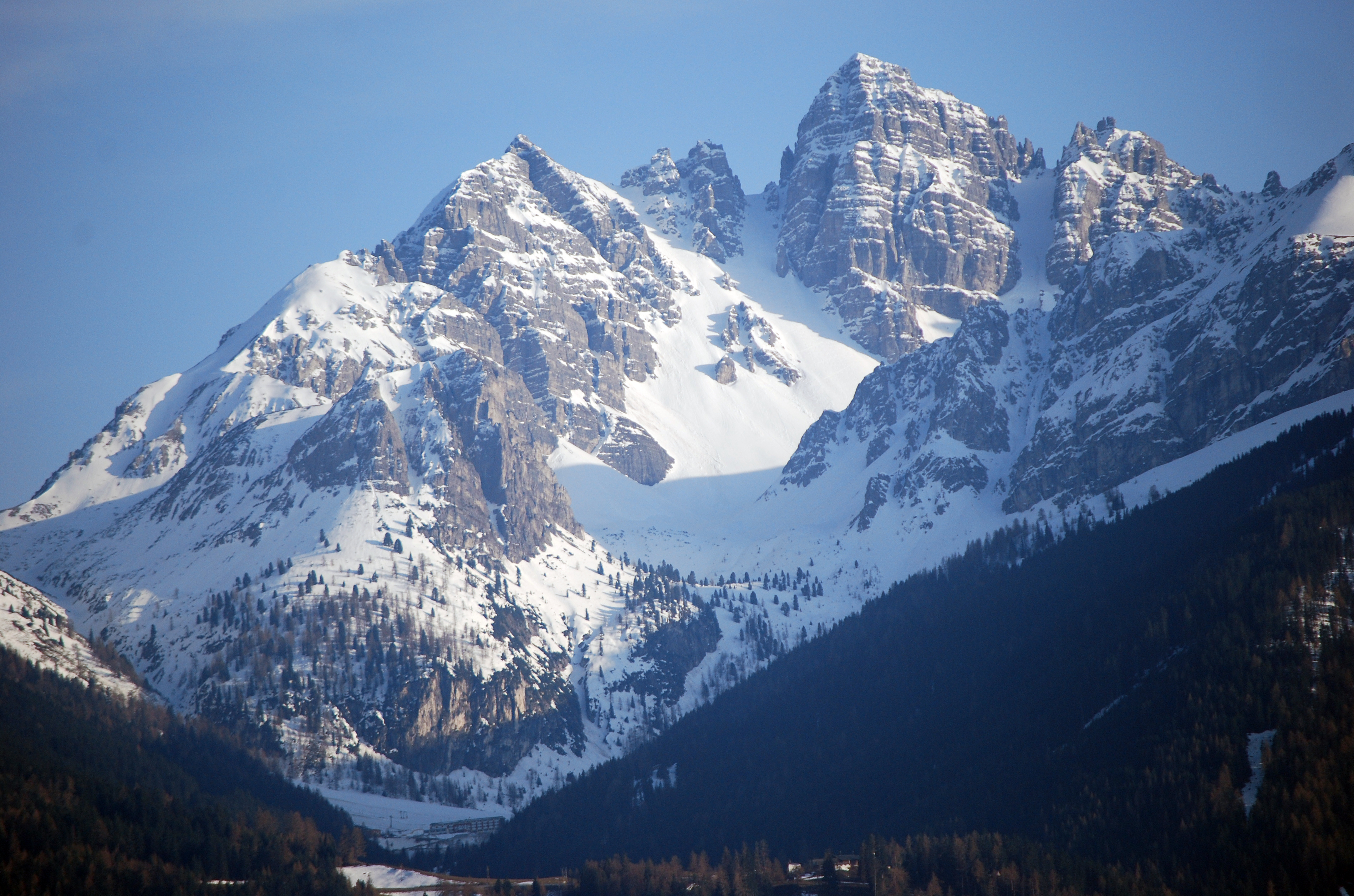
Blick auf die Axamer Lizum

Die über eine ca. 8 Kilometer lange Straße zu erreichende Axamer Lizum war Austragungsort alpiner Wettbewerbe anlässlich der Olympischen Winterspiele 1964 und 1976 in Innsbruck. Die Straße in die Axamer Lizum wurde anlässlich der ersten Olympischen Winterspiele in den Jahren 1962/63 erbaut, bis zu diesem Zeitpunkt gab es auch noch eine Skisprungschanze in Axams die allerdings aufgelöst wurde.

#### SV Axams
Im Jahre 1951 wurde der Fußballverein SV Axams gegründet, der nach Jahren im unterklassigen Bereich im Jahr 1971 den Aufstieg in die Tiroler Landesliga schaffte. Nach dem Abstieg in die Gebietsliga erfolgte 1978 die dauerhafte Rückkehr in die Landesliga, in der der Klub 1978, 1981, 1982, 1983 und 1984 die Meisterschaft gewann.

### Freizeitzentrum Axams

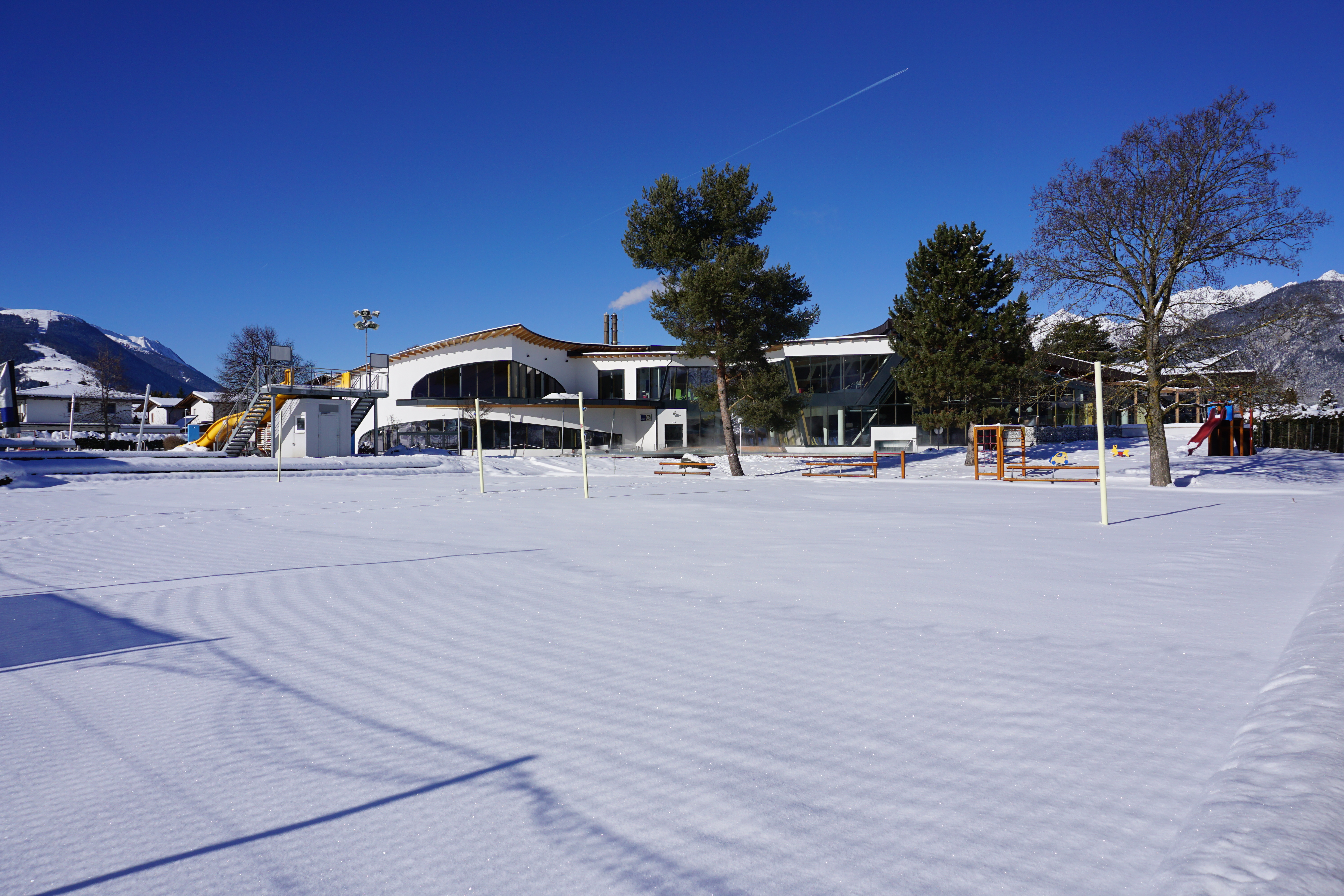
Das FZZ Axams im Winter. (2017)

Mitte der 1970er Jahre wurde in Axams das Freizeitzentrum Axams, kurz FZZ Axams eröffnet, und in der Folge immer wieder erweitert bzw. umgebaut. 1976 als Schwimm- und Hallenbad errichtet, erfolgte 2001 eine Saunaerweiterung und im Jahr 2006 die Erweiterung des Freibadbereiches. 2011 wurde im FZZ die Energieversorgung auf ein Blockheizkraftwerk umgestellt, nachdem bis dahin eine Ölheizung ihren Dienst versehen hatte. Zuletzt ließ die Gemeinde Axams, in deren hundertprozentigen Eigentum das FZZ steht, im Jahre 2015 den Kinderbereich erweitern und ließ weitere Zu- und Umbau zur Attraktivierung des Freizeitzentrums durchführen. Anfang der 2020er Jahre ließ die Gemeinde eine Entwicklungsstudie für umfangreiche Um- und Ausbauarbeiten des FZZ Axams erstellen. Diese sah unter anderem einen Ausbau des Schwimmbad- und Saunabereichs, die Errichtung eines neuen Multifunktionssaals in Verbindung mit dem Ruifachstadion, den Zubau eines Fitnessstudios und die Errichtung eines Hofer-Marktes in unmittelbarer Nähe im Bereich des alten Sportplatzes vor.
Am 30. April 2024 wurden Pläne für ein neues Schwimmbad in Axams präsentiert. Dabei soll es sich um ein Hallenbad mit Außenbereich handeln, in den das bestehende Freibad integriert wird. Die voraussichtlichen Kosten des Neubaus sollen etwa 30 Millionen Euro betragen. Bis zuletzt war das alte FZZ zu rund 70 Prozent von auswärtigen Gästen besucht worden; die Betriebskosten des Hallenbades beliefen sich auf 1,5 Millionen Euro pro Jahr.
Am 8. September 2024 wurde das Freizeitzentrum Axams offiziell geschlossen; der geplante Neubau hing zu diesem Zeitpunkt noch in der Schwebe. Aufgrund der hohen Energiekosten und dem hohen Sanierungsbedarf hatte man sich bereits im Frühjahr zur Schließung des FZZ nach der Sommersaison entschlossen. Die Ausstattung des Schwimmbades wurde in weiterer Folge im Oktober 2024 über den steirischen Betriebsverwerter Aurena versteigert.

## Wirtschaft und Infrastruktur
Die 81 landwirtschaftlichen Betriebe bewirtschaften die 332 Hektar große Fläche hauptsächlich als Dauergrünland (ca. 70 %), aber auch als Acker (ca. 30 %) (Zahlen von 2000).

### Verkehrsanbindung
Axams liegt relativ nahe an der Inntal Autobahn (A12) und wird von den Landesstraßen L12 und L394 durchquert. Es bestehen die Buslinien Grinzens–Axams–Götzens–Innsbruck (404), Zirl–Kematen–Axams (408), ein Nightliner Innsbruck–Natters–Mutters–Götzens–Axams–Grinzens (404N), sowie diverse Skibus- und Wanderbuslinien in die Axamer Lizum (411–415). Axams selbst besitzt keinen Bahnhof; der nächstgelegene Bahnhof befindet sich in Kematen, wo eine Anbindung an die S-Bahn Tirol besteht. Durch den Flughafen Innsbruck existiert eine beinahe unmittelbare Fluganbindung.

### Energie

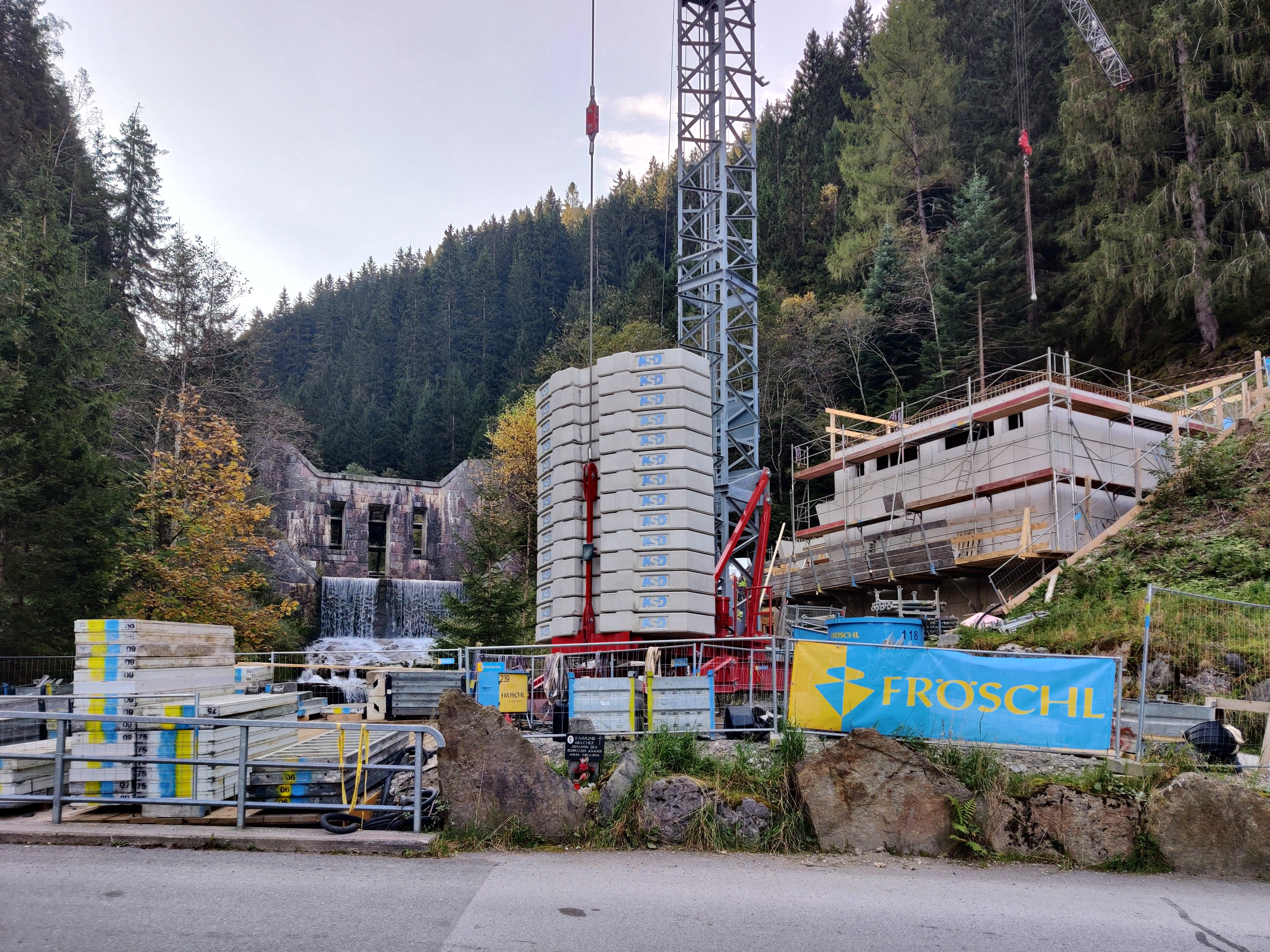
Baustelle Kleinwasserkraftwerk (Oktober 2023)

Im Februar 2016 wurden erste Pläne für ein Kleinwasserkraftwerk am südlichen Ortsrand und Ende des Axamer Tals bekannt. Die Bauarbeiten wurden im Jahr 2023 aufgenommen und 2024 abgeschlossen; die Eröffnung fand im September 2024 statt. Die Wasserfassung befindet sich unterhalb des unteren Parkplatzes in der Axamer Lizum und ist als Tiroler Wehr ausgeführt. Das Kraftwerk mit einer Turbinennennleistung von 864 kW befindet sich bei der Geschiebesperre in Knappen.

## Politik

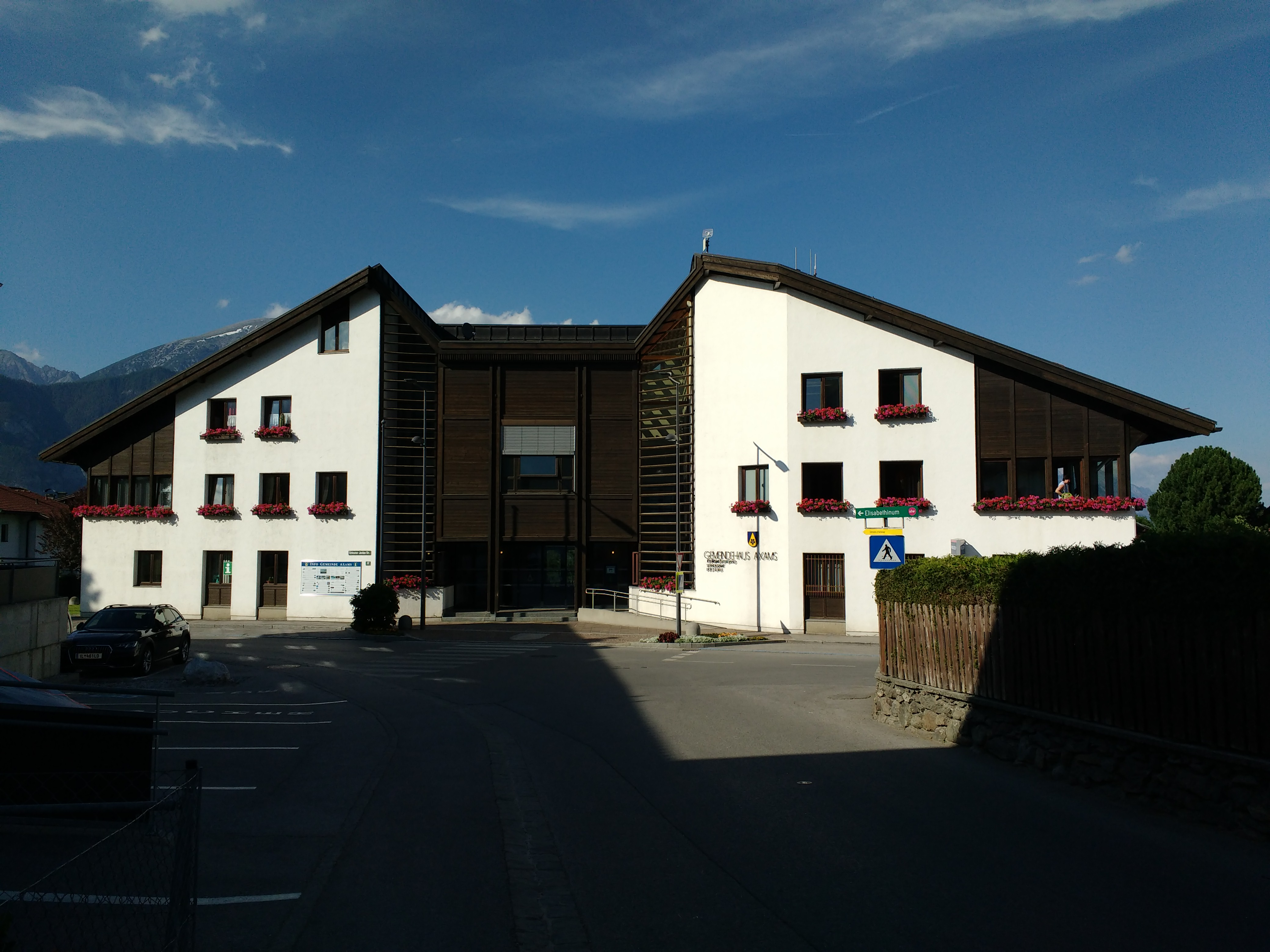
Gemeindeamt von Axams

### Gemeinderat
Der Gemeinderat besteht aus 17 Mitgliedern.

### Bürgermeister
- 1998–2016 Rudolf Nagl (ÖVP)
- 2016–2021 Christian Abenthung
- 2021–2022 Walter Mair (Gemeinsam für Axams)
- seit 2022 Thomas Suitner (Frischer Wind)[23][24]

### Gemeindepartnerschaften
- Seit 1984 besteht eine Freundschaft zur Südtiroler Gemeinde Naturns.
- Axams führt seit 1978 eine Gemeindepartnerschaft mit Rohrbach in Rheinland-Pfalz.

### Gemeindewappen
Die Blasonierung des 1974 verliehenen Gemeindewappens lautet: „In Blau eine goldene Spitze mit einer blauen Flachsblüte“. Die Flachsblüte deutet darauf hin, dass in Axams schon früh Flachs angebaut wurde und dies der wichtigste Wirtschaftszweig war. Der Ortsname findet sich in der Spitze des Wappens wieder.

## Persönlichkeiten
- Anton Kirchebner (1702–1779), Maler
- Georg Bucher (1774–1837), Hauptmann und Schützenmajor unter Andreas Hofer
- Sylvester Jordan (1792–1861), Jurist und Politiker
- Peter Paul Kirchebner (1812–1846), Maler
- Karl Schönherr (1867–1943), Autor
- Franz Zingerle (1908–1988), Skiläufer und Weltmeister im Abfahrtslauf von 1935 in Mürren
- Hugo Nindl (* 1942), Profi-Schiweltmeister 1974 in Amerika
- Adele Sansone (* 1953), Kinder- und Jugendbuchautorin und Illustratorin; lebt seit 1987 in Axams
- Josef Zeisler (* 1948), Bildhauer